# Züst
Züst (Цюст) — з 1903 року італійський виробник автомобілів. Штаб-квартира розташована в місті Мілан. У 1917 році компанію купує фірма Officine Meccaniche, і компанія припинила виробництво автомобілів.

## Роберто Цюст
У середині 19 століття в населений пункт під назвою Інтра, що знаходиться на березі озера Маджоре, приїжджає молодий швейцарець Роберто Цюст. Він влаштовується механіком у місцеву металообробну фірму Güller & Croff, його охоче беруть на роботу як швейцарця, тим більше господарі фірми теж були етнічними швейцарцями (Швейцарія взагалі знаходиться недалеко від даного містечка). У 1858 році місце Кроффа займає Гройтер, і фірма перейменовується в Güller & Greuter. Через дванадцять років після цієї події Роберто Цюст одружується на дочці Карла Гюллера і отримує частку в бізнесі тестя. У 1871 році під впливом Цюста фірма змінює пріоритети, і компанія починає випускати машинки для в'язання, ткацтва, а також гідравлічні турбіни.
У 1888 році Цюст спільно з братом дружини Оскаром Гюллером відкриває власну справу — Güller & Züst і починає займатися виробництвом парових котлів, їхня фірма взяла участь у виготовленні першого італійського паровоза. У 1893 році Цюст стає одноосібним господарем фірми й перейменовує її в Ing. Roberto Züst fabbrica di macchine utensili e fonderie (Машинобудівна, інструментальна та ливарна фабрика інженера Роберто Цюста). У 1897 році Роберто Цюста не стало, було йому всього 53 роки. Проте в нього залишилися спадкоємці — сини Роберто, Артуро, Отто, Бруно і Сільвіо.

## Заснування компанії. Початок виробництва автомобілів

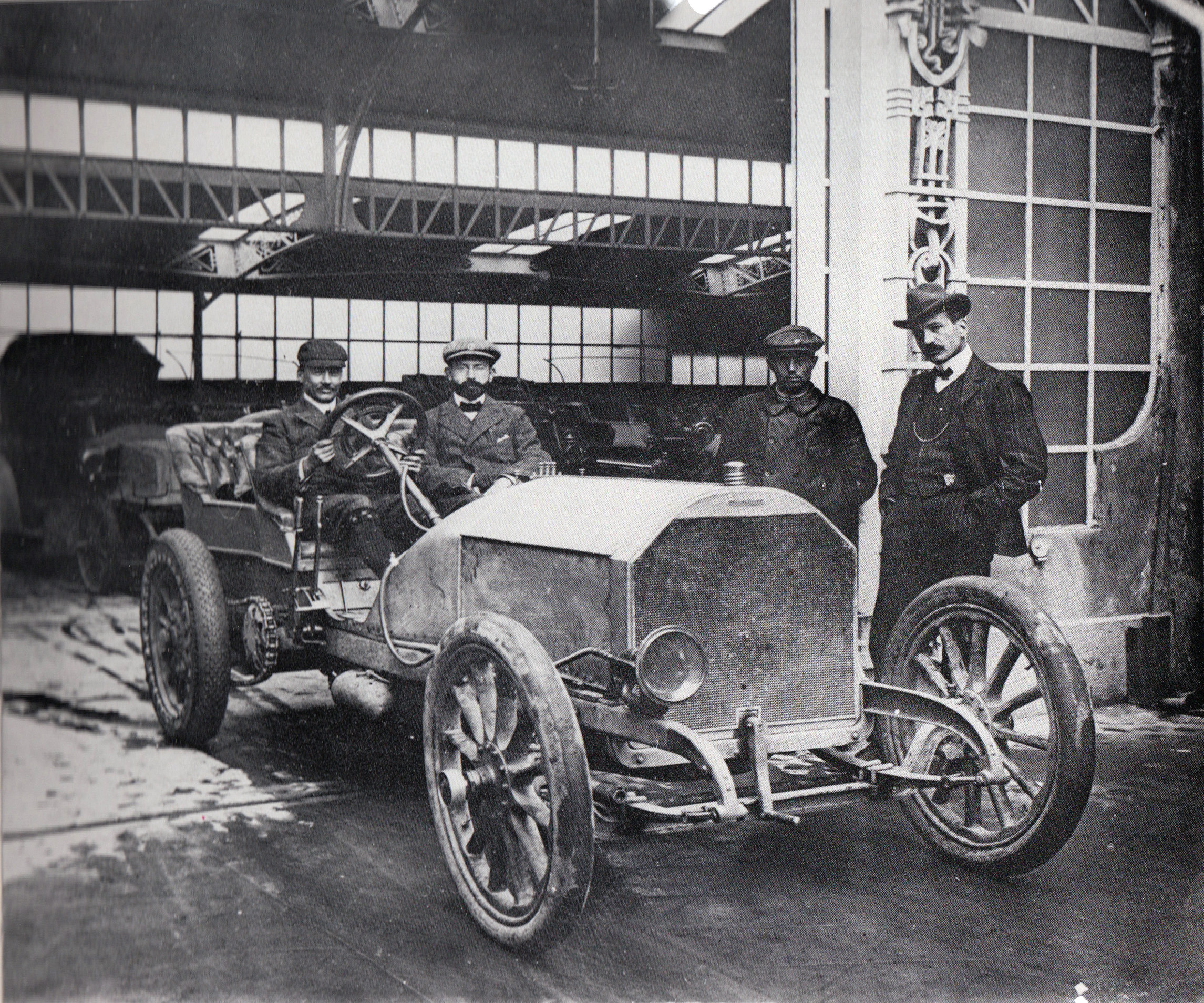
Züst 28/45HP

Роберто Цюст Молодший стає біля керма компанії. На початку 20 століття фірмою робляться перші спроби побудувати новомодні двигуни внутрішнього згоряння, в 1902 році будуються перші автомобілі, це були 3-циліндрові 1.7 л. таксікеби. У 1903 році сини створюють ще одну фірму — Züst ing. Roberto — Fabbrica Italiana di Automobili, завод і штаб-квартира розташовувалися в тому ж населеному пункті Інтра. З самого початку було вирішено робити дорогі і потужні автомобілі за подобою німецьких «Mercedes», у виробництві було дві 4-циліндрові моделі: 28/45НР з 7433-кубовим мотором і гігантський 40/50НР з 11.310-кубовим двигуном.
Особливістю конструкції була наявність спарених литих блоків двигуна, запалювання від магнето і 4-ступінчастої коробки передач, яка приводила в дію задні колеса за допомогою ланцюга. Вже через два роки після старту виробництва машини цієї маловідомої італійської марки продавалися в Новому світі: у Нью-Йорку продажем займалася компанія R. Bertelli & Co. У березні 1905 року виробництво автомобілів було перенесено з маленького провінційного містечка Інтра в куди більш відомий Мілан, в Інтрі збереглося виробництво верстатів і деталей для автомобілів.

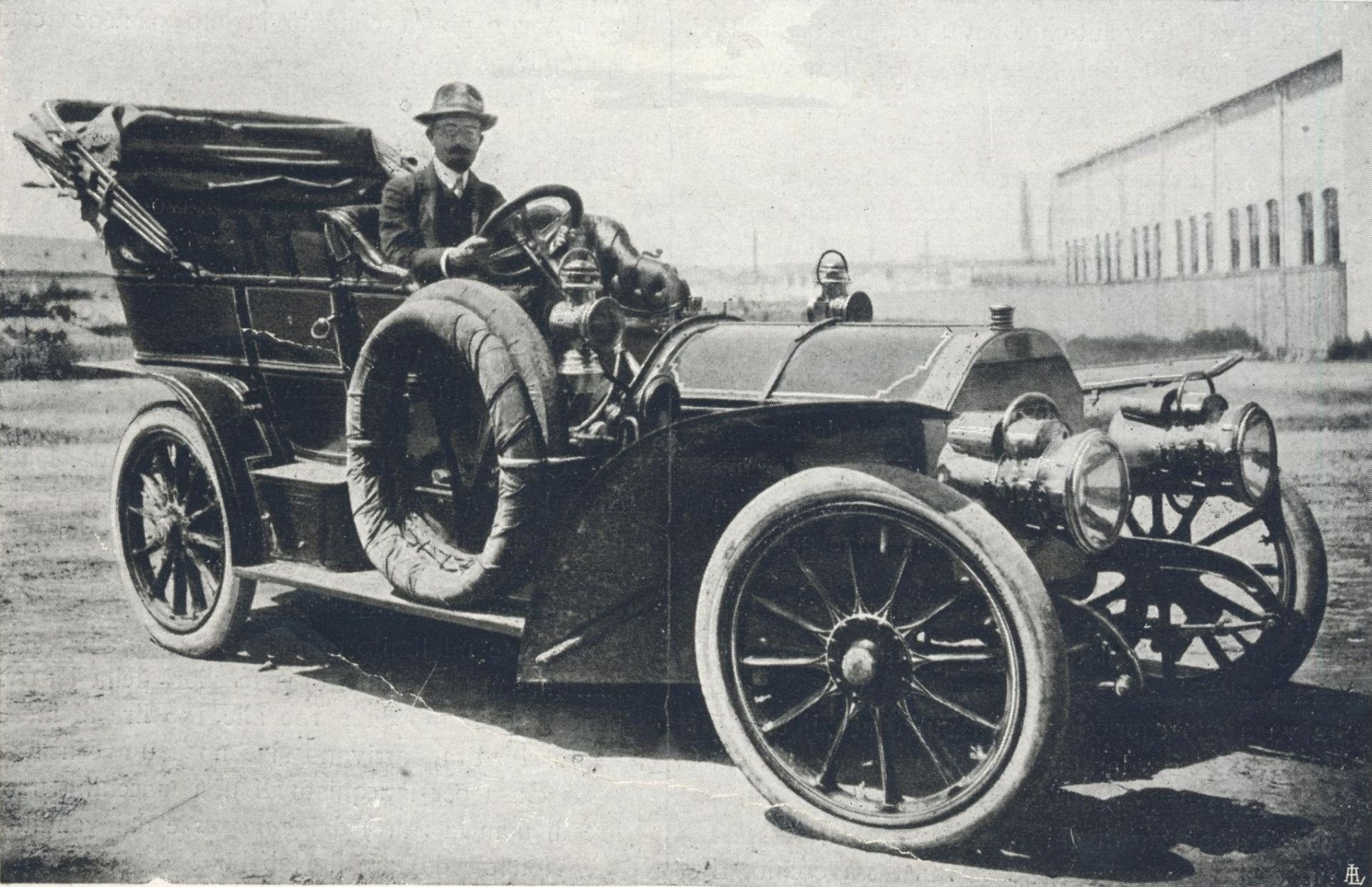
Züst 40/50HP Tourer

Автомобілі марки Züst були дуже надійними. Так, узимку 1905 року військове відомство Італії обирало автомобілі як штабні транспортні засоби. Тоді єдиним, хто зміг дістатися до Флоренції через Апенніни, був Енріко Маджоні на Züst 28/45HP. Ще в травні 1905 року маркіз Джінорі Лиші взяв участь у Копа дель Рей — змаганнях, організованих автомобільним клубом Мілана, звідки він поїхав додому з кубком за перше місце. На гонках Coppa d'Oro («Золотий кубок») в 1906 році, які мали трасу протяжністю в 4000 км, автомобіль під керуванням Енріко Маджоні прийшов другим до фінішу, причому Маджоні відстав від лідера всього на сім секунд. Через деякий час Леоніно да Цара на 11.7 л машині перемагає в Р'юніоне спортіва ді Ровіго, а Паоло Фр'єдлаєндер приходить першим у Корса дель Готтардо. Завдяки перемогам у різних змаганнях з'являються статті про те, що автомобілі марки Züst не знають поразок, і це позитивно позначається на продажах.

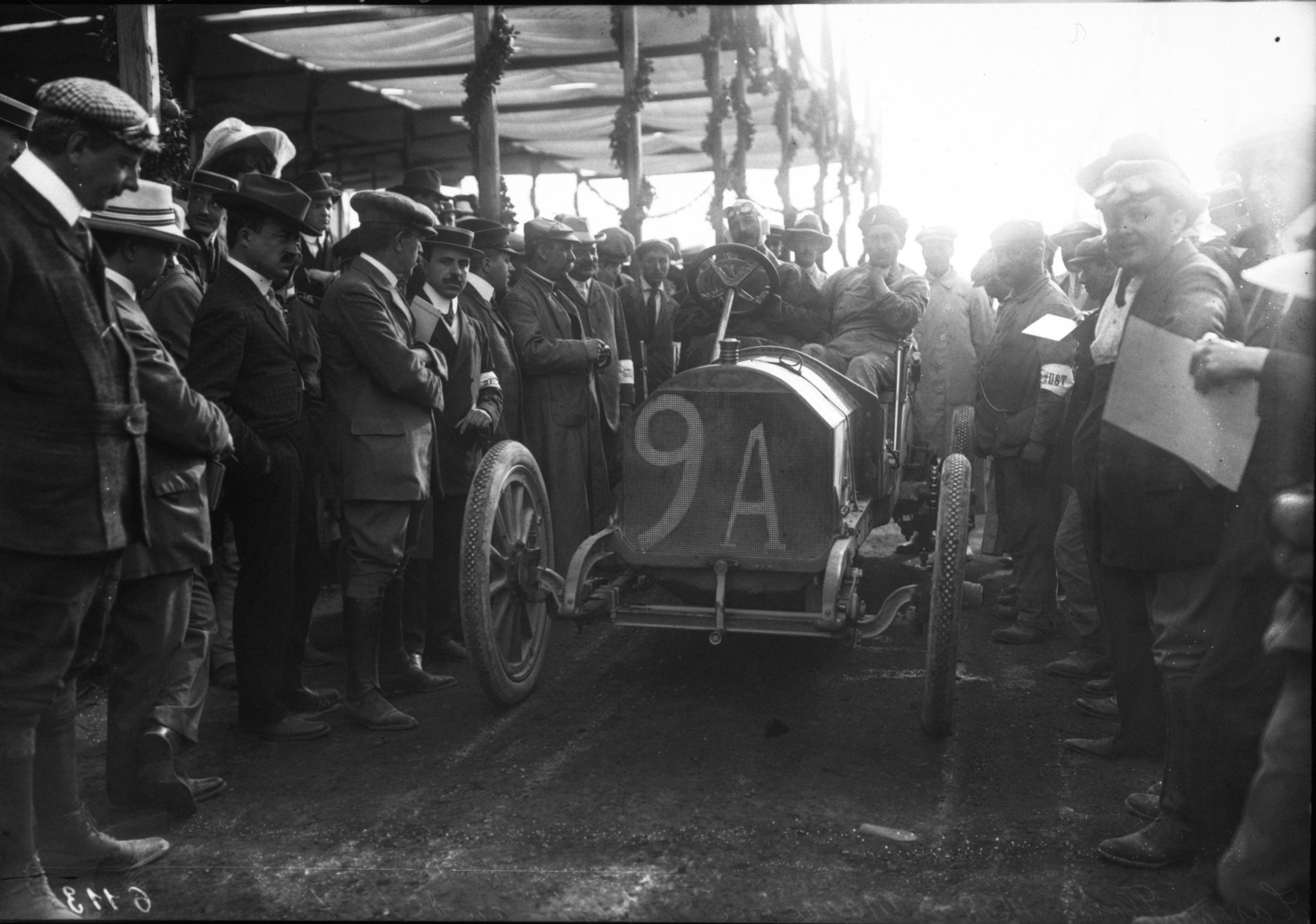
Brixia-Züst 18/24HP, який взяв участь у Коппа Флоріо

У 1906 році Роберто Цюст Молодший вирішує відкрити дочірнє підприємство в місті Брешія, в цьому старовинному місті було вирішено випускати легші і дешевші автомобілі під маркою Brixia-Züst (Brixia — це написання міста на латині). Єдиною моделлю фірми Fabbrica Automobili Brixia-Züst була машина 18/24НР з 4-циліндровим 4.1 л двигуном і карданним приводом коліс.

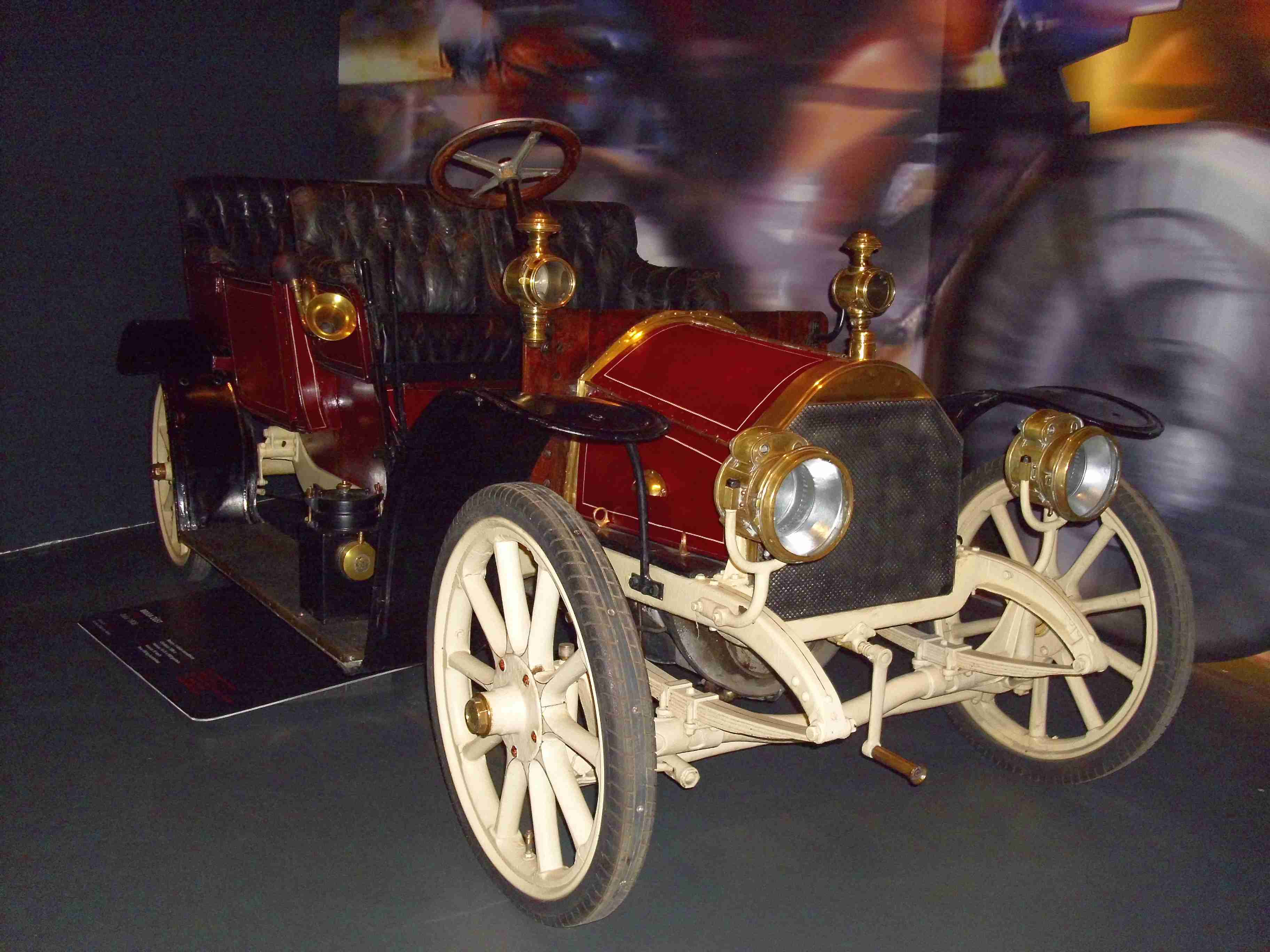
Brixia-Züst 10HP

У 1907 році в Брешії стали виробляти ще одну модель — 3-циліндровий 1386-кубовий автомобіль 10HP з 3-ступінчастою коробкою передач, який міг розігнатися до 60 км/год. Крім 3-циліндрової моделі, в Брешії стали випускати і 3.7-літровий 4-циліндровий автомобіль моделі 14/18HP, який був трохи меншим за габаритами, ніж 18/24HP. Проте 1907 рік став дуже складним в Італії, країна переживала економічний спад, продажі продукції дочірнього підприємства знизилися. Однак на основному заводі бізнес ішов більш успішно, тому економічний рік закінчився з прибутком, а все в основному завдяки тому, що генеральним директором з продажу в Італії став Енріко Маджоні, який відкрив цілу низку представництв по країні.
У 1908 році французька газета «Ле Матен» проводить «Велику гонку». Єдиний італійський екіпаж, що ризикнув вирушити в дорогу з Нью-Йорка до Берингової протоки, звідти через Росію в Париж, виступав на 2-річному Züst 28/45HP з кузовом міланської фірми Schieppati, якому підсилили раму і встановили шестерні зі зниженим відношенням у коробку передач. Не дивлячись на те, що машина була вже не новою, завод Züst погодився підтримати авантюристів-земляків: Антоніо Скарфольо (журналіста газети il Mattino), Джуліо Сірторі — досвідченого водія і поліглота, а також скандинава Генріха Хага, який виступав у ролі механіка.

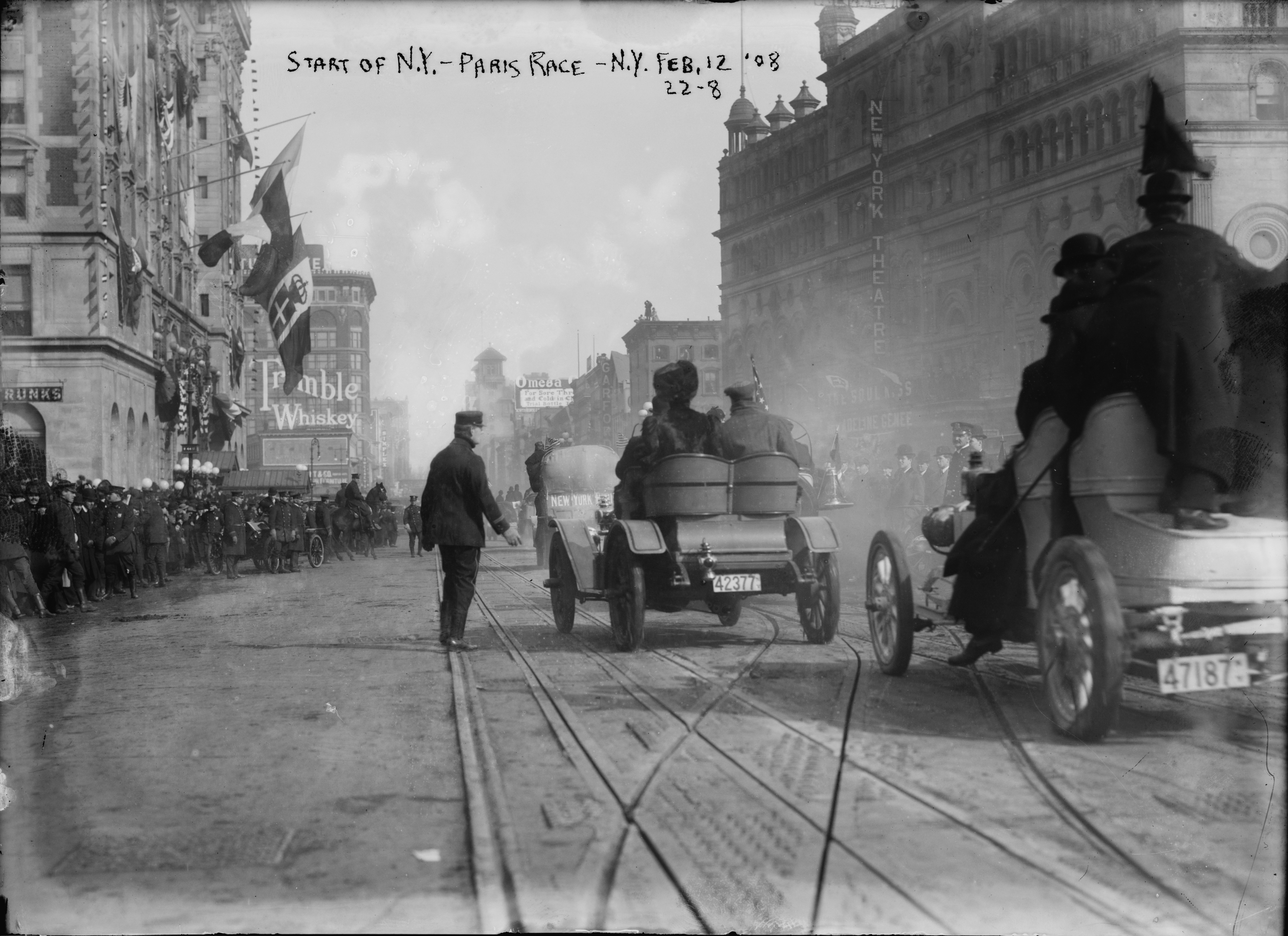
Старт гонок у Нью-Йорку

У травні 1908 року завод відмовляється від спонсорства екіпажу, а основного водія Сірторі відкликають в Італію, в червні екіпаж був уже в Маньчжурії, коли там російський підданий барон Шайнфогель викуповує машину і, будучи тепер спонсором, змінює Сірторі за кермом. 6 вересня італо-російсько-скандинавський екіпаж дістався до Берліна, а 17 вересня нарешті фінішували в Парижі. Не дивлячись на те, що команда фінішувала третьою, не можна не визнати того, що екіпаж складався з мужніх людей, а конструкція машини була надійна, оскільки французькі екіпажі взагалі не дісталися до берегів Росії. Але тоді публіка і преса відзначила цей факт вже без ентузіазму, всі святкували перемогу американського екіпажу, який виступав на Thomas Flyer. Але, тим не менш, не дивлячись на відсутність інтересу з боку преси до фінішу екіпажу, заводу все одно вдалося укласти угоди в Німеччині та Австрії з постачання своєї продукції.
Крім цього, італійська машина була показана на автошоу в британському місті Уайт, на зворотному шляху в машині зламалися шестерні в коробці передач, машину помістили на вокзалі в Бромлі, де її почав ремонтувати британський механік Мейнард. Майстер занадто близько поставив ацетиленовий ліхтар до автомобіля, незабаром спалахнув тент, що прикривав автомобіль, і в підсумку автомобіль згорів, сам Мейнард помер від отриманих опіків. Скарфольо відправив у Мілан телеграму з новиною про те, що машина згоріла і ремонту не підлягає. Довгий час вважалося, що машина згоріла повністю і від неї нічого не залишилося, однак британські пожежники виявилися пунктуальними, і нещодавно були виявлені записи, що в пожежі постраждала тільки задня частина автомобіля, а передня частина, зокрема мотор з трансмісією, нітрохи не постраждали, а останки машини були доставлені в пожежне депо в Мейдстоні. Знайшлися і фотографії констебля, який сфотографував постраждалий автомобіль на наступний ранок — у нього залишилися цілими навіть задні колеса, але покришки згоріли, тобто автомобіль уцілів, але деякі історики, ґрунтуючись на телеграмі Скарфольо, пишуть, що машина була знищена, і досі дожив тільки американський Thomas Flyer і німецький Protos (який зайняв друге місце).

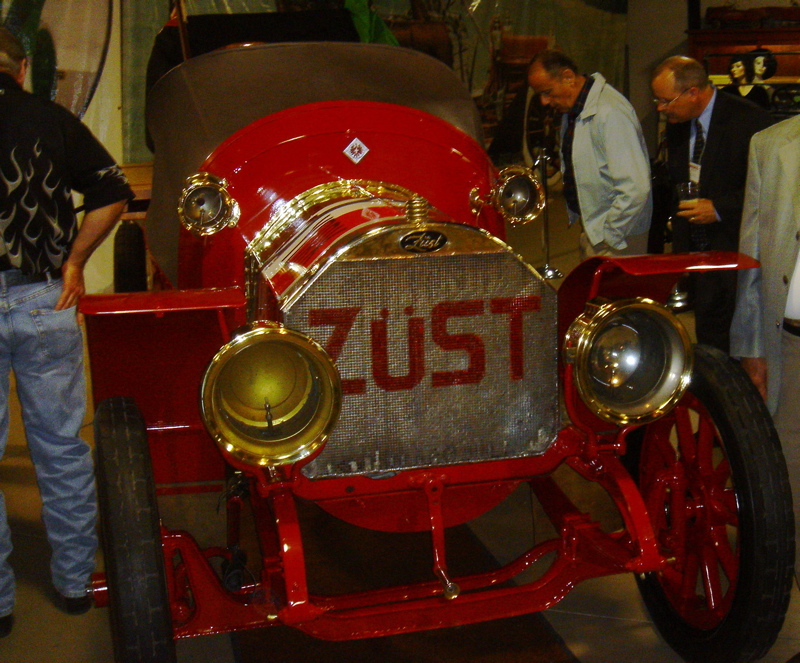
Репліка Züst 28/45HP, який узяв участь у Великих перегонах

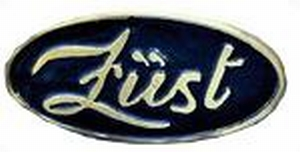
Логотип Züst

Багато істориків і журналів називали машину, що брала участь у пробігу, Brixia-Züst, хоча 7.4 л версія ніколи в Брешії не випускалася. Італійці прибули в США ще у грудні 1908 року, і єдині з європейських екіпажів обзавелися американськими реєстраційними знаками на своєму автомобілі.

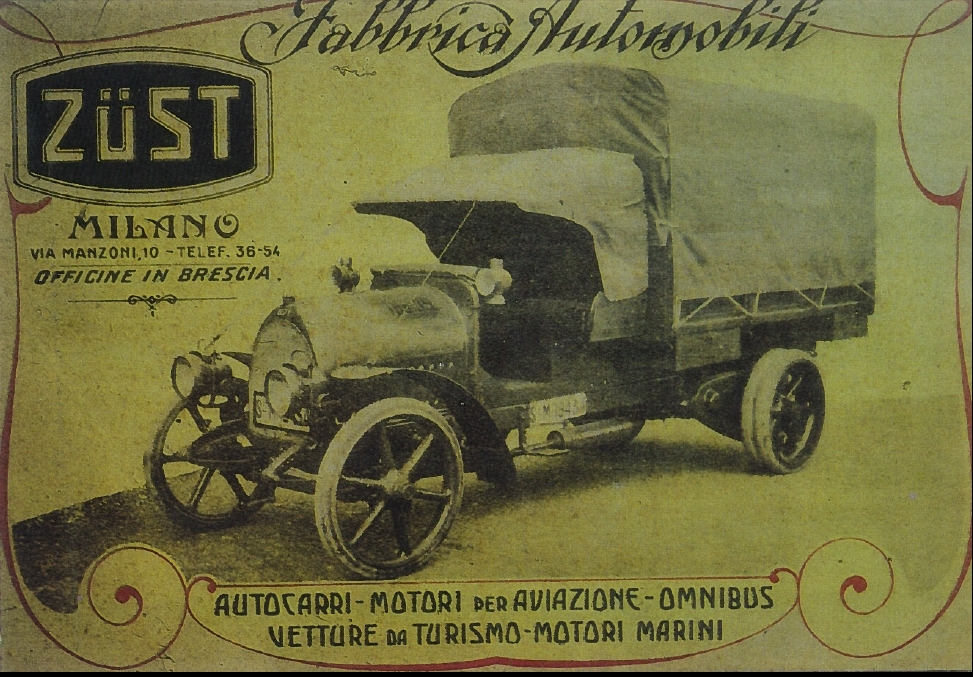
Вантажівка Züst 38HP

У 1908 році модельний ряд фірми складався з: 15/25HP 2.85 л мотором, 25/35HP з 5.0 л двигуном, 35/50HP Speciale GS з 6.3 л, топовою тепер була 25/45 з 7.4 л під капотом. У 1909 році 7.4 л машина була перейменована на 35/45HP, поступово стало нарощуватися виробництво вантажних автомобілів, оскільки почалася війна в Лівії і збільшився попит на вантажівки, в яких потребувала італійська армія. На випробування для військового відомства фірма надала всього дві вантажівки, але вони проявили себе краще продукції фабрик FIAT і SPA, і в підсумку тендер дістався фірмі з Мілана.
У 1910 році фірма була реорганізована в акціонерне товариство, що спричинило за собою зміну вивіски, тепер компанія називалася Società Anonima Züst Fabbrica Automobili — Brescia-Milano, а біля керма фірми з Брешії став наймолодший брат з Цюстів — Сільвіо, але дешевші машини розходилися гірше дорогих, і їх виробництво залишалося збитковим, не дивлячись на те, що до Англії було продано десять 3-циліндрових таксомоторів (об'єм моторів яких був збільшений до 1.5 л), об'єм двигуна в моделі 18/25HP зріс до 5 л. У тому ж році довелося закрити представництво в Лондоні Züst Motor Ltd, оскільки дилер оголосив про свою фінансову неспроможність.

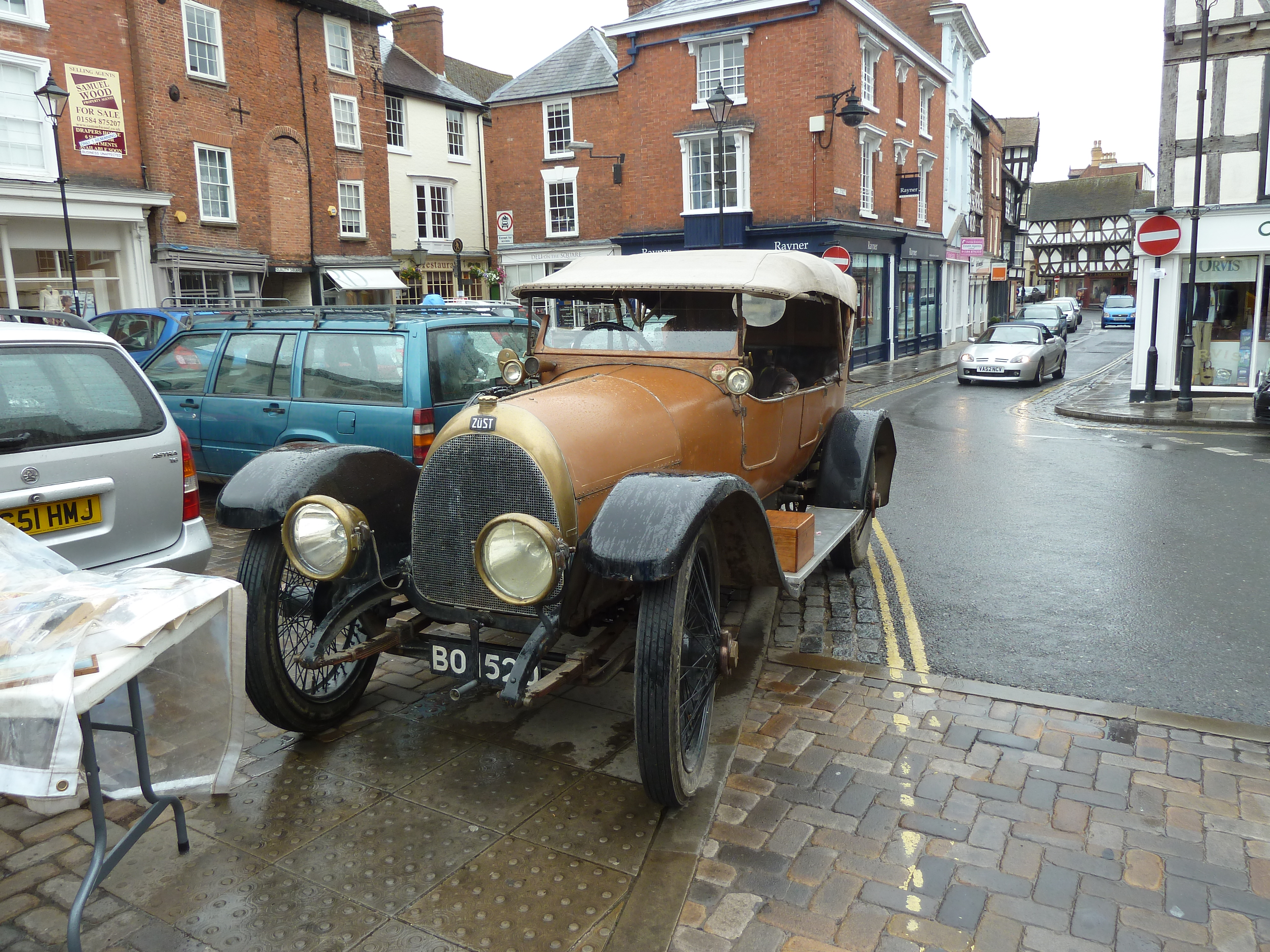
Züst 25/35HP S305 Torpedo

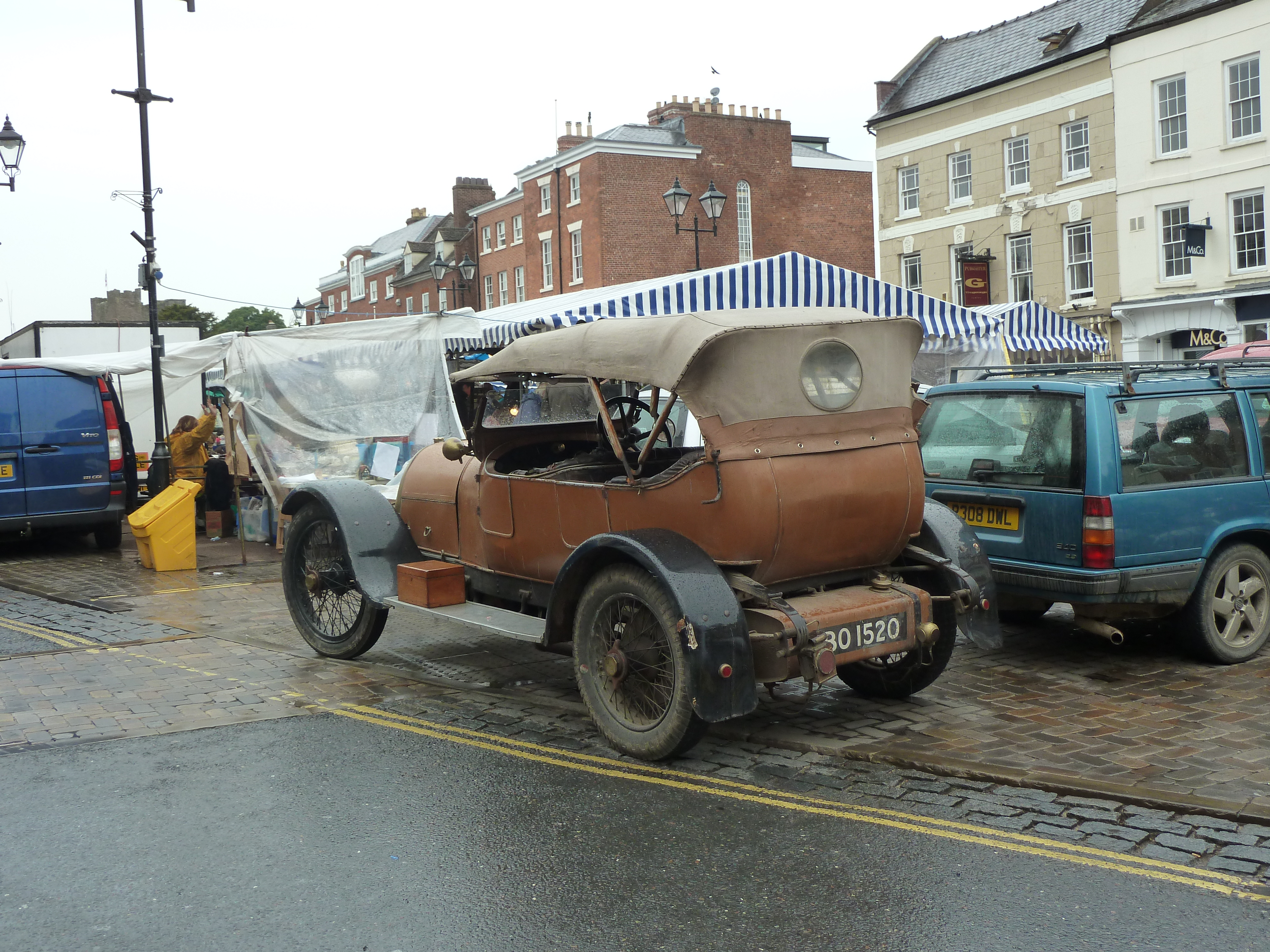
Züst 25/35HP S305 Torpedo

У 1911 році головним конструктором фірми став колишній гонщик фірми FIAT, а також автомобільний виробник — Луїджі Стореро. Під його керівництвом створюється ряд легкових і вантажних автомобілів, також з його подачі відкриваються великі представництва з продажу комерційної техніки в Римі, Мілані, Генуї і Турині. На цей момент у виробництві залишалися моделі 16/20HP з 3.1 л мотором, а також 25/35HP і 35/45HP. У 1912 році припиняється виробництво легких автомобілів марки Brixia-Züst, а модельний ряд Züst складався тепер з 25/35HP 5.0 л (модель 1908 року), 35/50HP S274 з 6.2 л мотором, 50/60HP S235 Tipo America — 7.4 л; їх особливістю залишалася наявність ланцюгової передачі, що вже вважалося анахронізмом. Не позбулася ланцюгової передачі і 25/35HP S305 з 4.7 л двигуном, проте особливістю цієї машини стала наявність радіатора, виконаного в стилі автомобілів марки FIAT.

## Припинення виробництва автомобілів. Закриття компанії
У 1915 році з конвеєра заводу сходить перший автомобіль, який був оснащений карданною передачею, нею стала модель 15/25HP S365, проте вона випускалася під маркою Züst всього півтора року. У вересні 1917 року в Італії вийшов указ, що забороняв виробляти легкові автомобілі для цивільних осіб, дозволялося випускати тільки військову продукцію. 1 жовтня 1917 року Società Anonima Züst Fabbrica Automobili — Brescia-Milano продала своє автомобільне виробництво фірмі Società Anonima Officine Meccaniche — їй дісталися виробничі потужності в Брешії і модельний ряд автомобілів, що виготовлялися в Мілані.
Фірма ing. Roberto Züst — Officine meccaniche e fonderie, яка тепер займалася ремонтним і ливарним бізнесом під керівництвом Роберто і Артуро Цюстів, а також виробництвом авіаційних моторів конструкції Коломбо, продовжила своє існування на території заводу в Мілані, де колись виготовляли потужні і надійні автомобілі. Останні згадки про це підприємство датовані початком 1930-х років.

## Список легкових автомобілів Züst
- 1903 — Züst 28/45HP
  - Züst 40/50HP
- 1908 — Züst 15/25HP
  - Züst 25/35HP
  - Züst 35/50HP
  - Züst 25/45HP
- 1909 — Züst 35/45HP
- 1911 — Züst 16/20HP
- 1912 — Züst 50/60HP

## Список автомобілів Brixia-Züst
- 1906 — Brixia-Züst 18/24HP
- 1907 — Brixia-Züst 10HP
  - Brixia-Züst 14/18HP